# 香港2014年度授勳及嘉獎名單
香港2014年授勳名單，2014年7月1日於憲報刊登，共有283人獲頒授勳銜及作出嘉獎，這是香港回歸以來第17份授勳名單。勳銜頒授典禮於10月18日在禮賓府舉行。

## 授勳及嘉獎名單

### 大紫荊勳章
- 楊孫西博士，大紫荊勳賢，GBS，JP
- 何柱國先生，大紫荊勳賢

### 金紫荊星章
- 司徒敬（英语：Frank Stock）法官，GBS，JP（The Honourable Mr. Justice Frank STOCK, G.B.S., J.P.）
- 賀輔明（英语：Lennie Hoffmann, Baron Hoffmann）勳爵，GBS（The Right Honourable the Lord HOFFMANN, G.B.S.）
- 區璟智女士，GBS，JP
- 陳振彬博士，GBS，JP
- 王國強博士工程師，GBS，JP
- 洪祖杭先生，GBS，JP
- 羅致光博士，GBS，JP
- 蔡冠深博士，GBS，JP
- 栢志高先生，GBS，JP（Mr. Duncan Warren PESCOD, G.B.S., J.P.）
- 楊立門先生，GBS，JP
- 鄔滿海先生，GBS

### 銀紫荊星章
- 黃國健議員，SBS
- 張華峰議員，SBS，JP
- 廖長江議員，SBS，JP
- 湯恩佳博士，SBS
- 石輝法官，SBS（The Honourable Mr. Justice Azizul Rahman SUFFIAD, S.B.S.）
- 賴磐德法官，SBS（The Honourable Mr. Justice Peter John LINE, S.B.S.）
- 單日堅先生，SBS，CSDSM
- 孫啟昌先生，SBS，MH，JP
- 吳祖南博士，SBS，JP
- 區永熙先生，SBS，JP
- 梁乃江教授，SBS，JP
- 許宗盛先生，SBS，MH，JP
- 陳韻雲女士，SBS，JP
- 劉展灝先生，SBS，MH，JP
- 何健華先生，SBS，JP
- 林群聲教授，SBS，JP
- 唐家成先生，SBS，JP
- 區載佳先生，SBS，JP
- 張錦輝先生，SBS，JP
- 陳志超先生，SBS，JP
- 曾梅芬女士，SBS，JP
- 黃徐玉娟女士，SBS，JP
- 翟紹唐先生，SBS，JP
- 歐陽方麗麗女士，SBS，JP
- 羅義坤先生，SBS，JP
- 譚錦球博士，SBS，JP
- 陳楚鑫先生，SBS，FSDSM

### 銅紫荊星章
- 謝偉銓議員，BBS
- 劉偉榮先生，BBS，JP
- 方平先生，BBS，JP
- 侯傑泰教授，BBS，MH，JP
- 張建良醫生，BBS，MH，JP
- 陳鏡秋先生，BBS，MH，JP
- 黃冠文先生，BBS，MH，JP
- 葉順興女士，BBS，MH，JP
- 鄭錦鐘博士，BBS，MH，JP
- 龍子明先生，BBS，MH，JP
- 王桂壎先生，BBS，JP
- 吳孟冬先生，BBS，JP
- 洪丕正先生，BBS，JP
- 徐偉先生，BBS，JP
- 梁慧芬女士，BBS，JP
- 陳勇先生，BBS，JP
- 陳萬雄博士，BBS，JP
- 馮伯欣先生，BBS，JP
- 黃永灝先生，BBS，JP
- 黃婉霜女士，BBS，JP
- 葉曾翠卿女士，BBS，JP
- 鄒桂昌教授，BBS，JP
- 謝萬誠先生，BBS，JP
- 文春輝先生，BBS，MH
- 李達仁先生，BBS，MH
- 周賢明先生，BBS，MH
- 林建華博士，BBS，MH
- 馬紹良先生，BBS，MH
- 瑪俐亞女士，BBS，MH（Ms. Mariam Maria Cordero BIBI, B.B.S., M.H.）
- 林根蘇先生，BBS
- 葉麗清女士，BBS
- 支志明教授，BBS
- 李翠莎博士，BBS（Dr. Trisha LEAHY, B.B.S.）
- 阮兆輝先生，BBS
- 林奮強先生，BBS
- 區嘯翔先生，BBS
- 陳婉珍博士，BBS
- 陳富強先生，BBS
- 劉宗明先生，BBS
- 樊容佳先生，BBS
- 鄭佩蘭女士，BBS
- 鮑偉華先生，BBS（Mr. Peter John POWER, B.B.S.）
- Sir Colin Renshaw LUCAS，BBS

### 紀律部隊及廉政公署卓越獎章
香港警察卓越獎章
- 周國良先生，PDSM
- 梁寶德先生，PDSM
- 黃志雄先生，PDSM
- 盧偉聰先生，PDSM

香港消防事務卓越獎章
- 吳偉強先生，FSDSM
- 梁志雄先生，FSDSM
- 謝炳豪先生，FSDSM

香港入境事務卓越獎章
- 梁偉光先生，IDSM

香港懲教事務卓越獎章
- 林國良先生，CSDSM
- 簡志強先生，CSDSM

### 銀英勇勳章
- 翟海亮先生，MBS
- 袁家威先生，MBS

### 銅英勇勳章
- 鄧成東機長，MBB
- 葉偉雄機長，MBB

### 紀律部隊及廉政公署榮譽獎章
香港警察榮譽獎章
- 丁雄基先生，PMSM
- 尹寶成先生，PMSM
- 文銘森先生，PMSM
- 包永權先生，PMSM
- 任錦輝先生，PMSM
- 伍國強先生，PMSM
- 朱明寶女士，PMSM
- 呂師龍先生，PMSM
- 李建輝先生，PMSM
- 李添才先生，PMSM
- 韋德誠先生，PMSM（Mr. Alasdair James MacIntyre WATSON, P.M.S.M.）
- 陳鳳侯先生，PMSM
- 陳鴻耀先生，PMSM
- 葉欣鴻先生，PMSM
- 葉樹明先生，PMSM
- 趙啓丁博士，PMSM
- 劉偉奇先生，PMSM
- 歐禮信先生，PMSM（Mr. Charles Geoffrey ALISON, P.M.S.M.）
- 鄭國鴻先生，PMSM
- 謝炳良先生，PMSM
- 叢培勝先生，PMSM
- 關煥民先生，PMSM

香港消防事務榮譽獎章
- 何偉祥先生，FSMSM
- 李華勝先生，FSMSM
- 葉黎光先生，FSMSM
- 黎興熊先生，FSMSM
- 鍾榮光先生，FSMSM
- 鍾劍洪先生，FSMSM
- 顧鎖龍先生，FSMSM

香港入境事務榮譽獎章
- 王堂勝先生，IMSM
- 郭贊明先生，IMSM
- 陳紹強先生，IMSM
- 馮明強先生，IMSM

香港海關榮譽獎章
- 梁崇智先生，CMSM
- 連順賢先生，CMSM
- 鄧以海先生，CMSM
- 鄧震東先生，CMSM

香港懲教事務榮譽獎章
- 尹任華先生，CSMSM
- 曾振華先生，CSMSM
- 葉永強先生，CSMSM
- 鍾子綸女士，CSMSM
- 鍾賜昌先生，CSMSM

香港廉政公署榮譽獎章
- 何志豪先生，IMS
- 林展生先生，IMS
- 蔡雙雄先生，IMS

### 榮譽勳章
- 陳學鋒先生，MH
- 文裕明先生，MH
- 區能發先生，MH
- 陳文華先生，MH
- 馮美雲女士，MH
- 陳財喜先生，MH
- 温和輝先生，MH
- 劉國勳先生，MH
- 歐立成先生，MH
- 黎榮浩先生，MH
- 古龍沙美娜醫生，MH（Dr. Sharmila GURUNG, M.H.）
- 李德權先生，MH
- 阮黎麗冰女士，MH
- 周超新先生，MH
- 林長志先生，MH
- 林潔聲先生，MH
- 曾錦明先生，MH
- 廖啟明醫生，MH
- 方壯遂先生，MH
- 朱潤祥先生，MH
- 何皓良先生，MH
- 余展淳先生，MH
- 李永新先生，MH
- 李騰駿先生，MH
- 阮廷翰先生，MH
- 林淑芬女士，MH
- 林淑儀女士，MH
- 林楓林先生，MH
- 姚茂龍先生，MH
- 胡松基先生，MH
- 范勢楚先生，MH
- 徐啟泰先生，MH
- 馬兆榮醫生，MH
- 崔志仁先生，MH
- 張永康先生，MH
- 張勇邦先生，MH
- 張詩培女士，MH
- 張潤衡先生，MH
- 梁巨廷先生，MH
- 郭振邦博士，MH
- 郭嘉特教授，MH
- 陳孝慈先生，MH
- 陳健彬先生，MH
- 陳統金先生，MH
- 陳榮開先生，MH
- 陳幟憲先生，MH
- 陳德祥工程師，MH
- 陳鄭玉而女士，MH
- 陳顏文玲女士，MH
- 彭港祥先生，MH
- 曾耀祥先生，MH
- 黃立璇先生，MH
- 黃仲翹博士，MH
- 黃錦財先生，MH
- 黃錫楠教授，MH
- 黃懿倫教授，MH
- 楊志雄先生，MH
- 葉天祐先生，MH
- 葉豪盛教授，MH
- 趙中振教授，MH
- 趙惠慈先生，MH
- 劉元生先生，MH
- 劉錦勝博士，MH
- 樓家強先生，MH
- 鄭振華牧師，MH
- 鄭偉祥女士，MH
- 黎凱慈女士，MH
- 盧寶堅先生，MH
- 鍾世文教授，MH（Professor John Wingate SIMON, M.H.）
- 鍾偉強先生，MH
- 鍾國星先生，MH
- 鄺祖盛先生，MH
- 顏哲思教授，MH（Professor Stephen ANDREWS, M.H.）
- 羅少雄先生，MH
- 關百忠先生，MH
- 關雁卿博士，MH

### 行政長官社區服務獎狀
- 朱耀華先生
- 張恒輝先生
- 張琪騰先生
- 黃潔蓮女士
- 樊志平先生
- 鄧卓然先生
- 鍾嘉敏女士
- 刁俊源先生
- 王梁潔華女士
- 呂如意博士
- 李拾璋先生
- 李浩賢先生
- 李嘉文女士
- 林耀文先生
- 金志文先生（Mr. Zaman Minhas QAMAR）
- 金國芳女士
- 范國輝先生
- 馬美貞女士
- 張偉文先生
- 張樞宏先生
- 梁志堅女士
- 梁冠華先生
- 梁學圃先生
- 梁樹明先生
- 郭月娟女士（Ms. Rosalia Kamariah KESUMA）
- 郭德培先生
- 陳俊濠先生
- 陳漢明先生
- 陳銘華先生
- 陳穎健先生
- 温紹倫先生
- 黃紫蓮女士
- 葉韻怡女士
- 雷其昌先生
- 趙婉嫻女士
- 趙崇彬先生
- 劉國張先生
- 劉榮柱先生
- 潘明先生
- 謝俊文先生
- 簡仲文先生（Mr. Ahmed KHAN）
- 羅吳慧芬女士
- 譚超雄先生
- Ms. Bungon TAMASORN
- Mr. Deep THAPA

### 行政長官公共服務獎狀
- 胡偉雄機長，MBS
- 霍偉豐先生，GMSM
- 鄺志淇機長
- 關傑華機長
- 方正威先生
- 林家輝先生
- 施雲龍機長
- 容家瑜先生
- 梁振環先生
- 陳志威先生
- 陳鉅鏜先生
- 温灼均先生
- 馮玉蓮女士
- 馮達康先生
- 黃君盛先生
- 葉世雄先生
- 蔡美芸女士
- 鄧桃芳女士
- 鄭以信先生
- 黎根耀先生